# Аналмайє
Аналмайє (Аналмаї) (д/н — 538 до н. е.) — цар Куша в 542–538 роках до н. е.

## Життєпис
Син царя Малонакена. Посів трон близько 542 року до н. е. Остаточно затвердив столицю в Мерое. З нього відраховується Мероїтський період Кушитського царства. Відновив мирні відносини з Єгиптом, що позитивно вплинуло на відновлення торгівлі, насамперед посередницької торгівлі уздовж Нілу. Сприяв відродженню Напати в якості релігійного центру.
Помер близько 538 року до н. е. Поховано в гробниці № 18 на території Нурі. Трон спадкував син Аманінатакілебте.